# Nick Punto
Nicholas Paul Punto (né le 8 novembre 1977 à San Diego, Californie, États-Unis) est un ancien joueur de baseball qui évolue dans les Ligues majeures de 2001 à 2014 avec les Phillies de Philadelphie, les Twins du Minnesota, les Cardinals de Saint-Louis, les Red Sox de Boston, les Dodgers de Los Angeles et les Athletics d'Oakland.
Joueur de champ intérieur qui évoluait au deuxième but, au troisième but et à l'arrêt-court, il fait partie de l'équipe des Cardinals de Saint-Louis championne de la Série mondiale 2011 et représente l'équipe d'Italie à la Classique mondiale de baseball.

## Carrière
Après des études secondaires à la Trabuco Hills High School de Mission Viejo (Californie), Nick Punto suit des études supérieures au Saddleback College, toujours à Mission Viejo.
Drafté le 3 juin 1997 par les Twins du Minnesota, il repousse l'offre et reste à l'université. Il rejoint finalement les rangs professionnels après la draft du 2 juin 1998 au cours de laquelle il est sélectionné par les Phillies de Philadelphie au 21e tour de sélection. 
Après trois saisons sen Ligues mineures, il fait ses débuts en Ligue majeure le 9 septembre 2001.
Punto est transféré chez les Twins du Minnesota le 3 décembre 2003 à la suite d'un échange impliquant plusieurs joueurs.
En jouant sur ses racines italiennes, il participe avec l'équipe d'Italie à la Classique mondiale de baseball 2009. Il joue les trois parties disputées par la sélection italienne pour une moyenne au bâton de 0,267.
En janvier 2011, il signe un contrat d'une saison pour 750 000 dollars avec les Cardinals de Saint-Louis. Il frappe pour ,278 de moyenne au bâton en 63 parties, avec 20 points produits. Il connaît peu de succès en séries éliminatoires avec une faible moyenne de ,171 (six coups sûrs en 35 présences au bâton) mais produit tout de même trois points dans la Série de championnat de la Ligue nationale qui oppose les Cardinals aux Brewers de Milwaukee. Punto est avec les Cardinals de Saint-Louis sacré champion de la Série mondiale 2011.
En décembre 2011, Punto signe un contrat de deux ans avec les Red Sox de Boston.
Le 25 août 2012, les Red Sox de Boston échangent Punto, le premier but Adrian Gonzalez, le voltigeur Carl Crawford et le lanceur droitier Josh Beckett aux Dodgers de Los Angeles contre le premier but James Loney, le joueur de deuxième but Iván DeJesús, le lanceur droitier Allen Webster et deux joueurs à être nommés plus tard (Rubby De La Rosa et Jerry Sands). Après avoir terminé 2012 et joué l'entière saison 2013 à Los Angeles, Punto se joint aux A's d'Oakland pour la saison 2014. Il ne frappe que pour ,207 de moyenne au bâton en 73 matchs en 2014 et est libéré de son contrat le 19 décembre suivant.
Il signe un contrat avec les Diamondbacks de l'Arizona pour 2015 mais décide de ne pas jouer et de plutôt passer du temps avec sa famille. Le 17 février 2016, il annonce sur les ondes d'une radio de Los Angeles qu'il prend sa retraite sportive, ayant joué son dernier match dans les majeures le 27 septembre 2014.

## Statistiques
| Saison | Équipe       | G   | AB   | R   | H   | 2B  | 3B | HR | RBI | SB | BA    |
| ------ | ------------ | --- | ---- | --- | --- | --- | -- | -- | --- | -- | ----- |
| 2001   | Philadelphie | 4   | 5    | 0   | 2   | 0   | 0  | 0  | 0   | 0  | 0,400 |
| 2002   | Philadelphie | 9   | 6    | 0   | 1   | 0   | 0  | 0  | 0   | 0  | 0,167 |
| 2003   | Philadelphie | 64  | 92   | 14  | 20  | 2   | 0  | 1  | 4   | 2  | 0,217 |
| 2004   | Minnesota    | 38  | 91   | 17  | 23  | 0   | 0  | 2  | 12  | 6  | 0,253 |
| 2005   | Minnesota    | 112 | 394  | 45  | 94  | 18  | 4  | 4  | 26  | 13 | 0,239 |
| 2006   | Minnesota    | 135 | 459  | 73  | 133 | 21  | 7  | 1  | 45  | 17 | 0,290 |
| 2007   | Minnesota    | 150 | 472  | 53  | 99  | 18  | 4  | 1  | 25  | 16 | 0,210 |
| 2008   | Minnesota    | 99  | 338  | 43  | 96  | 19  | 4  | 2  | 28  | 15 | 0,284 |
| 2009   | Minnesota    | 125 | 359  | 56  | 82  | 15  | 1  | 1  | 38  | 16 | 0,228 |
| 2010   | Minnesota    | 88  | 252  | 24  | 60  | 11  | 1  | 1  | 20  | 6  | 0,238 |
| Totaux | Totaux       | 824 | 2468 | 325 | 610 | 104 | 21 | 13 | 198 | 91 | 0,247 |

| Saison | Équipe    | G | AB | R | H | 2B | 3B | HR | RBI | SB | BA    |
| ------ | --------- | - | -- | - | - | -- | -- | -- | --- | -- | ----- |
| 2008   | Minnesota | 3 | 12 | 0 | 2 | 0  | 0  | 0  | 0   | 0  | 0,167 |
| 2009   | Minnesota | 3 | 9  | 0 | 4 | 1  | 0  | 0  | 1   | 0  | 0,444 |
| Totaux | Totaux    | 6 | 21 | 0 | 6 | 1  | 0  | 0  | 1   | 0  | 0,286 |

Note : G = Matches joués ; AB = Passages au bâton; R = Points ; H = Coups sûrs ; 2B = Doubles ; 3B = Triples ; 
HR = Coup de circuit ; RBI = Points produits ; SB = Buts volés ; BA = Moyenne au bâton.